# Metalimnophila nigroapicata
Metalimnophila nigroapicata là một loài ruồi trong họ Limoniidae. Chúng phân bố ở miền Australasia.